# Primera Regional de La Rioja 1989-90
La temporada 1989-90 de Primera Regional de La Rioja era el sexto y último nivel de las Ligas de fútbol de España para los clubes de La Rioja, por debajo de la Regional Preferente de La Rioja.

## Sistema de competición
Los 10 equipos en un único grupo, que se enfrentan a doble vuelta, una vez en casa y otra en el campo del equipo rival, todos contra todos.
Los dos primeros clasificados ascienden a Regional Preferente. Dependiendo de las plazas vacantes en la división superior, pueden ascender más de dos equipos.

## Clasificación[1]
| Pos. | Equipo                     | Pts. | PJ | G  | E | P  | GF | GC | Dif. |                                              |
| ---- | -------------------------- | ---- | -- | -- | - | -- | -- | -- | ---- | -------------------------------------------- |
| 1    | C. D. Agoncillo (C, A)     | 27   | 18 | 13 | 1 | 4  | 61 | 26 | +35  | Ascenso a Regional Preferente                |
| 2    | C. D. Berceo Promesas (A)  | 25   | 18 | 11 | 3 | 4  | 54 | 27 | +27  | Ascenso a Regional Preferente                |
| 3    | C. D. Pradejón             | 23   | 18 | 11 | 1 | 6  | 48 | 30 | +18  | Ascenso a Regional Preferente                |
| 4    | C. D. Mendaviés            | 22   | 18 | 10 | 2 | 6  | 43 | 24 | +19  |                                              |
| 5    | C. D. El Cortijo           | 18   | 18 | 7  | 4 | 7  | 26 | 30 | −4   |                                              |
| 6    | C. D. San Lorenzo          | 18   | 18 | 7  | 4 | 7  | 29 | 35 | −6   |                                              |
| 7    | C. D. Mirandés Promesas    | 15   | 18 | 7  | 1 | 10 | 30 | 34 | −4   |                                              |
| 8    | C. D. Quel                 | 13   | 18 | 7  | 1 | 10 | 30 | 36 | −6   |                                              |
| 9    | C. Atlético Riojano        | 11   | 18 | 4  | 3 | 11 | 23 | 55 | −32  |                                              |
| 10   | C. Haro Deportivo Promesas | 4    | 18 | 2  | 2 | 14 | 13 | 60 | −47  | El club no compite en la siguiente temporada |

 Fuente: www.futbol-regional.es
Notas:
1. ↑  El C. D. Quel recibió una sanción federativa de dos puntos.
2. ↑  El C. Haro Deportivo Promesas fue sancionado con dos puntos por no presentarse a su partido de la jornada 11 ante el C. D. Mendaviés, además de darle por perdido el partido por 1-0.